# Hermannsburg (Australia)
Hermannsburg – miejscowość wspólnoty aborygeńskiej, na obszarze Terytorium Północnego w Australii, w odległości 126 km na zachód od Alice Springs. W 1877 roku, dwóch niemieckich misjonarzy luterańskich, nadało miejscu nazwę. W Hermannsburgu urodził się pochodzący z plemienia Arandów, artysta ludowy Albert Namatjira. Przez miejscowość przebiega droga Larapinta (Red Centre Way). W pobliżu Hermannsburga znajdują się parki narodowe West MacDonnell i Finke Gorge oraz rezerwat Tnorala (Gosse Bluff).
Obecnie w miejscowości, kultywowane są tradycje Aborygenów, a w miejscowej szkole prowadzone lekcje w języku aranda.
Miejscowa nazwa Hermannsburga, Ntaria.

## Galeria

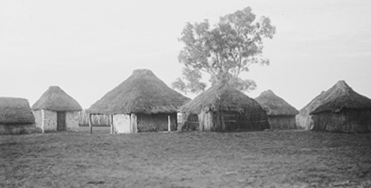
Budynki mieszkalne rdzennej ludności, 1923 r.
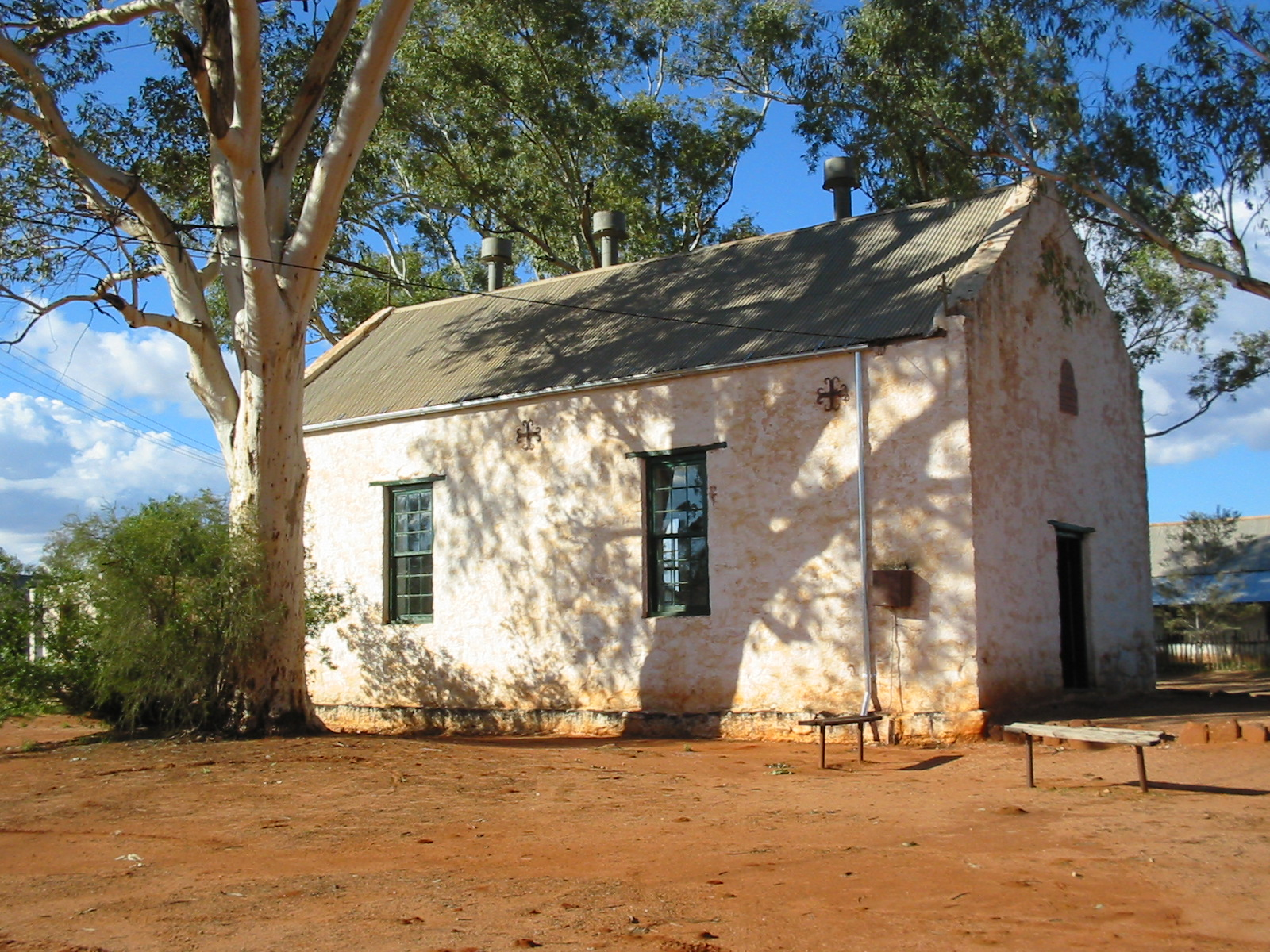
Kościół luterański.
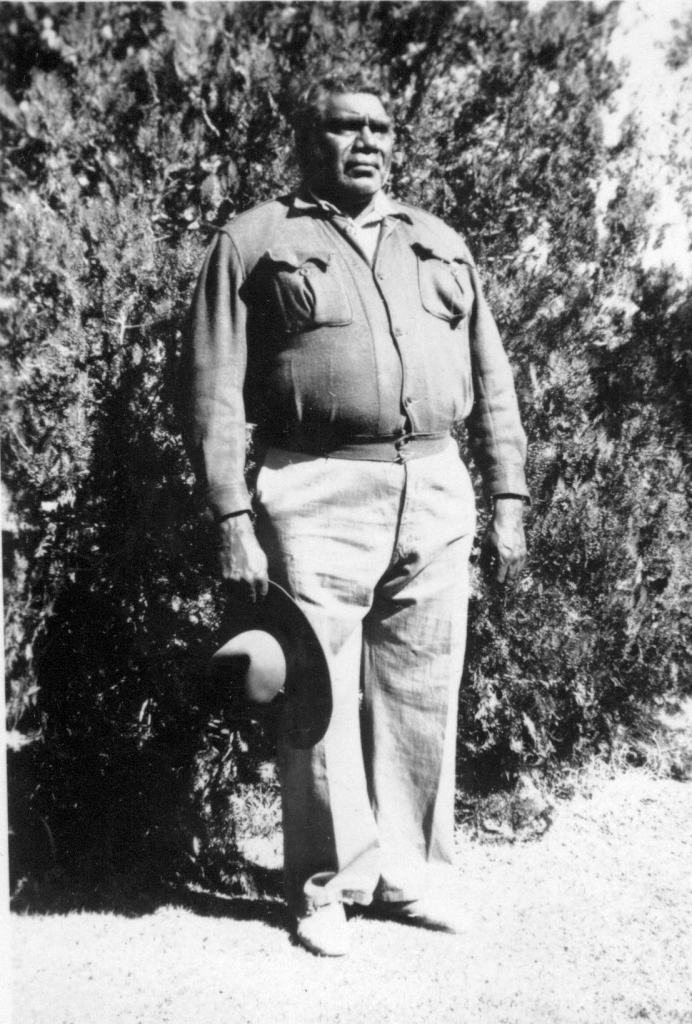
Malarz aborygeński, urodzony w Hermannsburgu, Albert (Elea) Namatjira.